# Iran ai Giochi della II Olimpiade
L'Iran ha partecipato alle olimpiadi di Parigi, svoltesi nel 1900, con un solo atleta; fu la prima apparizione olimpica di quella nazione, che all'epoca era conosciuta come Persia ed era governata dalla dinastia cagiara.

## Scherma
| Gara              | Atleta          | Primo turno              | Quarti                   | Semifinali       | Finale    |
| ----------------- | --------------- | ------------------------ | ------------------------ | ---------------- | --------- |
| Spada individuale | Freydoun Malkom | Secondo posto nel pool I | 4 - 6 posto nel quarto C | non classificato | 19º posto |